# 베이징 사범대학
베이징 사범대학(北京师范大学) 혹은 북경사범대학은 중화인민공화국 베이징에 있는 국립 종합대학이다. 약칭은 베이쉬다(北师大)이며 1902년에 개교했다.
① 학교 소개
북경사범대학교는 교육부 직속 중점대학으로, 교사교육, 교육과학 및 문,이과 기초학과가 주요 특색인 학교이며, 오랜 시간 중국 국내의 고등교육기관 중 최상위에 자리하였다. 1902년에 개교한 경사대학당사범관이 전신이며, 1923년 북경사범대학교로 교명을 개정, 중국역사상 첫 번째 사범대학교가 되었다.
- 1950년, 마오쩌둥 주석이 친필로 북경사범대학교의 교명을 썼다.

- 2002년 9월, 북경사범대학교의 백 번째 개교기념일에 당과 국가 지도자들이 참석하여 축하하였다. 백 번째 개교기념일을 맞이하여, 교육부와 북경시가 북경사범대학교를 집중적으로 발전시키로 결정하였으며, 베이징시 제9차 당대회에서는 북경사범대학이 세계 일류대학으로 도약할 수 있게 하기 위한 지원을 결정하였다

- 2014년 9월, 시진핑 총서기가 북경사범대학교를 방문하여 교사 및 학생들과 자리를 함께하였다.
- 2017년, 북경사범대학교는 중국 국가주도의 세계 일류대학 건설계획 A항열에 들어갔고, 11개의 학과 또한 세계 일류 학과 건설계획의 명단에 포함되었다.

- 2018년 중국본토, 대만, 홍콩, 마카오 전역의 대학순위 중 11위, 중국 본토7위의 순위에 위치하였다.

- 2019년 영국QS 세계대학순위 중 292위, 중국 국내 08의 순위에 위치하였다.

- 2019년 미국USNEWS 세계대학순위 중 330위, 중국 국내 8 위의 순위에 위치하였다.

- 80년대, 북경사범대학교는 국가가 첫 번째 중점적으로 건설할 10개의 대학 중 하나로 선정되었으며, 20세기 말에는 “211공정” 건설계획의 첫 번째 주자로 포함되었다. “십오계획” 기간 동안 북경사범대학교는 국가의 “985공정” 계획에 포함되었다.

북경사범대학교의 본교는 베이징시 베이얼환에 위치하고 있으며, 얼환구청구와 도시의 중심부분과 인접하여 있고, 총 부지면적은 1191묘에 달한다. 북경사범대학의 학과종합실력은 전국의 고등교육기관 중 가장 선두에 위치하고 있으며, 현재 학부전공74개, 석사학위 수임1급 39개, 박사학위 수임1급28개, 석사학위 수임2급 146개, 박사학위 수임2급114개, 박사후 과정 연구소25개, 5개의 1급학과, 11개의 2급학과가 국가 중점학과, 2개의 2급학과가 국가중점(육성) 인가를 받았다.

교육부 학위 및 대학원 교육 발전 센터가 발표한 2016년 1급 학과 평가(4차) 결과에 따르면, 본교는 교육학, 심리학, 중국 언어문학, 중국사, 연극과 영상학, 지리학 6개의 1급학과에서 A+를, 2개 1급 학과에서 A를, 7개의 1급학과에서 A-의 평가를 얻어, 중국 전체고등교육기관 중 6위를 차지하였다.
② 역사 연혁
북경사범대학교의 전신은 1902년에 개교한 경사대학당사범관이다.
- 1949년 2월, 북평은 전란에서 해방되었다. 그해 9월, 북평의 명칭이 북경으로 바뀌었고, 그와 함께 학교의 이름 또한 북경사범대학교로 개정되었다.

- 1950년, 마오쩌둥 주석이 직접 북경사범대학교를 방문하여 교사들을 격려하였고, 친필로 교명을 적었다.

- 1959년, 베이징사범대학은 중국공산당 중앙위원회에 의해 최초의 전국 중점대학으로 지정되었다.

- 1996년 “211공정”부문 예심을 거쳐, 국가 “211공정”건설 대열에 들어섰다.

- 2002년 5월, 베이징사범대학은 베이징대학, 칭화대학, 중국인민대학과 함께 베이징시에서 세계 일류대학 건설을 중점적으로 지원하는 4개 대학으로 분류되었고, “985공정”건설 대열에 들어섰다.

③ 학과수준
2018년, 베이징사범대학의 총 14개 학과(수학, 환경/생태, 지구과학, 농업과학, 신경과학 및 행동과학, 화학, 정신의학/심리학, 공학, 물리학, 재료과학, 사회과학총론, 식물학 및 축산학, 생물학 및 생물화학, 임상의학)는 ESI 세계 상위 1%에 진입했다.
2019년, QS（Quacquarelli Symonds）세계 대학 학과 순위에서 총 15개 학과가 세계 200위권에 들었다. 이 중 교육학과는 세계 29위, 국내1위이며 언어학, 발전연구학, 지리학, 철학, 현대언어학, 환경과학 6개 학과는 세계 51-100위권 안에 들었다.

④교내환경
베이징사범대 본교는 베이징시 베이얼환 밖, 도시 중심부에 위치하고 있으며, 현대적인 경관과 옛 고도의 모습이 서로 어우러져 있다. 학교는 고궁문화지구, 니아오차오 체육관, 국가도서관, 국가고적관, 국가대극원 등의 문화· 오락· 체육시설과 직선거리10km내에 위치해 있어 접근성이 좋다. 또한 이는 학교 교직원과 재학생들에게 우수한 학습과 생활환경을 제공하고 있다.

⑤교내생활
베이징사범대학은 교육부가 제정한 최초의 전국 대학생 문화소양 교육거점 학교이다. 학교 캠퍼스 문화는 문화제, 학술제, 체육제, 예술제를 주요 구성으로, 문화체육경진대회, 혁신창업, 자원봉사와 사회실천을 주요 내용으로 하여, 캠퍼스 문화 활동의 의미 있는 발전을 지속적으로 촉진시키고 있다. 학생의 흥미와 수요를 중심으로, 다채롭고 청년 친화적인 높은 질의 캠퍼스 문화활동이 펼쳐지고, 학생들을 위한 무대가 마련되어, 베이징사범대학교 학생들의 건강하고 적극적인 정신적 면모를 보여준다.

⑥국제교류
베이징사범대학은 국제 합작 교류를 광범위하게 진행하고 있다. 30여개 국가와 지역의 약500개의 대학 및 연구 기관과 협정을 맺고 있다. 미국, 캐나다, 영국, 독일, 일본, 한국, 스위스, 스페인, 홍콩, 마카오, 대만 등 국가와 지역의 200개 대학과는 학생 교류에 관한 항목에 협정을 맺고 있다. 그리고 영국 맨체스터대, 미국 샌프란시스코주립대, 오클라호마대, 캐나다 도슨대, 덴마크 올보르대, 이탈리아 마체라타대, 미국 윌리엄매리대, 미국 터프츠대와 협력하여 8곳의 공자학원이 설립되었다. 이 뿐만 아니라, 130개의 나라와 지역의 장,단기 유학생 4100여명을 받아들여, 장기유학생의 비율은 약 78.6%에 이르다.